# Secretos de estado (película de 2019)
Secretos de estado (título original: Official Secrets) es una película de docudrama británico-estadounidense de 2019 basada en la vida de la denunciante Katharine Gun, quien filtró un memorando que detallaba que Estados Unidos había escuchado a diplomáticos de países encargados de aprobar una segunda resolución de las Naciones Unidas sobre la invasión de Irak. La película está dirigida por Gavin Hood, y Gun está interpretada por Keira Knightley. También está protagonizada por Matt Smith, Matthew Goode, Adam Bakri, Indira Varma y Ralph Fiennes.
La película se estrenó mundialmente en el Festival de Cine de Sundance el 28 de enero de 2019, y en los Estados Unidos fue estrenada el 30 de agosto de 2019 por IFC Films, y en el Reino Unido el 18 de octubre de 2019 por Entertainment One.

## Premisa
Se trata de la verdadera historia de la empleada de GCHQ, Katharine Gun, quien filtró un memorando secreto exponiendo una operación de espionaje ilegal por parte de los Estados Unidos de América, en busca de información para posiblemente chantajear a los diplomáticos de las Naciones Unidas encargados de votar una resolución sobre la invasión de Irak de 2003.

## Sinopsis
Katharine Gun es una denunciante del Servicio de Inteligencia Británica que, justo después de que se anunciase la invasión de Irak en 2003, filtró un documento secreto de la Agencia de Seguridad Nacional (NSA, por sus siglas en inglés). En él se especificaba una misión de espionaje cooperativa entre Estados Unidos y Reino Unido para investigar a los miembros del Consejo de Seguridad de las Naciones Unidas.

## Reparto
- Keira Knightley como Katharine Gun.
- Matt Smith como Martin Bright.
- Matthew Goode como Peter Beaumont.
- Rhys Ifans como Ed Vulliamy.
- Adam Bakri como Yasar Gun.
- Ralph Fiennes como Ben Emmerson.
- Indira Varma como Shami Chakrabarti.
- Conleth Hill como Roger Alton.
- Tamsin Greig como Elizabeth Wilmshurst.
- Hattie Morahan como Yvonne Ridley.
- Ray Panthaki como Kamal Ahmed.
- Angus Wright como Mark Ellison.
- Chris Larkin como Nigel H. Jones
- Monica Dolan como Fiona Bygate.
- Jack Farthing como Andy Dumfries.
- Clive Francis como Admiral Nick Wilkinson.
- John Heffernan como James Welch.
- Kenneth Cranham como Judge Hyam.
- Darrell D'Silva como Chilean Ambassador.
- Janie Dee como Jan Clements.
- MyAnna Buring como Jasmine.
- Chris Reilly como Jerry.
- Shaun Dooley como John.
- Peter Guinness como TinTin.
- Jeremy Northam[4]

## Producción
El proyecto comenzó a desarrollarse en enero de 2016, con Harrison Ford, Anthony Hopkins, Paul Bettany, Natalie Dormer y Martin Freeman en el reparto de la película, y en mayo se anunció el inicio del rodaje. Tahar Rahim y Gillian Anderson fueron elegidos durante el Festival Internacional de Cine de Berlín de 2016. Sin embargo, en junio de 2017 aún no había comenzado, y Anderson, miembro del reparto, dijo que no había oído nada sobre el proyecto desde que se la eligió.
Para enero de 2018, el proyecto se volvió a desarrollar, con Gavin Hood ahora seleccionado como director en lugar de Justin Chadwick, y Keira Knightley y Matt Smith se unieron al reparto en febrero, con los actores inicialmente anunciados ya fuera de la película. En marzo, Ralph Fiennes y Matthew Goode se unieron al elenco, y el rodaje comenzó el 12 de marzo de 2018 en Yorkshire, llevándose a cabo en el pueblo de Boston Spa el 14 de marzo. Indira Varma, Conleth Hill y Tamsin Greig se incorporaron al elenco al día siguiente. El rodaje se había trasladado a Mánchester el 19 de marzo, sirviendo como suplente de Londres, y se realizó en abril de 2018 en el St George's Hall de Liverpool.

## Estreno
La película se estrenó mundialmente en el Festival de Cine de Sundance el 28 de enero de 2019. Poco después, IFC Films adquirió los derechos de distribución estadounidense.Se estrenó en los Estados Unidos el 30 de agosto de 2019, y en el Reino Unido el 18 de octubre del mismo año.

## Acogida
Official Secrets recibió reseñas generalmente positivas de parte de la crítica y de la audiencia. En el sitio web especializado Rotten Tomatoes, la película posee una aprobación de 82%, basada en 166 reseñas, con una calificación de 6.9/10 y con un consenso crítico que dice: "Official Secrets tiene una estructura familiar y un mensaje obvio si bien valioso, pero se basa en la fuerza del poderoso desempeño de Keira Knightley." De parte de la audiencia tiene una aprobación de 84%, basada en más de 1000 votos, con una calificación de 4.0/5.
El sitio web Metacritic le dio a la película una puntuación de 63 de 100, basada en 28 reseñas, indicando "reseñas generalmente favorables." En el sitio IMDb los usuarios le asignaron una calificación de 7.3/10, sobre la base de 48 399 votos, mientras que en la página web FilmAffinity la cinta tiene una calificación de 6.5/10, basada en 4590 votos.
En un artículo sobre la película y Katherine Gun, Sam Husseini escribió que "después de haber seguido esta historia desde el principio, creo que esta película es, para los estándares de Hollywood, una descripción notablemente precisa de lo que ha sucedido hasta la fecha" porque hasta la fecha "porque la historia más amplia aún no ha terminado".